# Le nuove avventure di Efrem
Le nuove avventure di Efrem è un romanzo del 1983 dell'autore italiano Mino Milani, seguito del precedente Efrem soldato di ventura.
Nel 2000 uscì una nuova edizione intitolata Efrem il cavaliere.

## Trama
Nel 1368 Efrem, soldato di ventura di umilissime origini, con la lancia di cui fa parte sta attraversando le Romagne per ricongiungersi alla compagnia della Rosa Bianca del suo capitano Giovanni Acuto. Attardatosi per fare il bagno nel mare, s'inoltra in una pineta dove dà una mano ad alcuni contadini intenti ad abbattere alberi, che poi lo fanno catturare dagli armigeri del loro padrone, il conte Francino, il quale lo crede una spia dei Malapaga, la casata con cui è in conflitto. Efrem è imprigionato in una gabbia all'esterno del castello del conte, dal quale durante una tempesta riesce a fuggire con la collaborazione di Bianca, la giovane figlia del conte di cui il guerriero si è innamorato a prima vista e che non si oppone ad essere presa in ostaggio. Prima di essere rilasciata, Bianca rimprovera ad Efrem di aver ucciso degli uomini di suo padre, al che il giovane risponde che in suo ricordo cercherà di salvare molte più vite.
Efrem arriva al campo di Giovanni Acuto, che riceve la richiesta di compiere una spedizione punitiva contro la cittadina di Ripalta, i cui abitanti hanno ucciso alcuni mercenari bretoni che si erano presi troppe libertà con le loro donne. Il condottiero prima nicchia, poi accetta, dando ai suoi soldati la libertà di saccheggio. Anche Efrem è obbligato a partecipare all'azione ma, ritenendola un crimine obbrobrioso, fa in modo di distaccarsi dai suoi compagni e si mette a vagare per la città devastata. In un seminterrato trova un gruppo di cittadini che si sono nascosti: egli ordina loro di restare in quel posto senza far rumore. Arriva poi ser Guthrie, il capolancia di Efrem, che lo accusa di aver disatteso gli ordini; durante l'alterco, un ripaltese s'impadronisce della spada di Efrem, trafigge ser Guthrie e fugge. Giunge allora ser Jacob, un cavaliere col quale Efrem ha una vecchia ruggine, che lo vede con la spada insanguinata presso il cadavere del superiore e lo accusa del delitto. La questione viene rimessa all'Acuto, che si limita ad annullare la già prevista promozione di Efrem a capolancia e a sancire il divieto di duelli all'interno della compagnia, pena il cavamento degli occhi. Efrem tuttavia, pur consapevole di ciò che lo aspetterà, sfida a duello ser Jacob e lo trafigge a morte.
La sentenza viene eseguita da Rospo, un individuo noto per la sua crudeltà a cui erano stati tagliati naso e orecchie dopo un tentativo di diserzione e che poi era diventato il boia della compagnia. Questi però, che era stato ridotto in tale stato da ser Jacob, non strappa gli occhi ad Efrem ma fa in modo di accecarlo solo temporaneamente, e si prende cura di lui in una capanna in attesa che recuperi la vista. Il giovane, avendo poi sentito dal suo nuovo amico che la Rosa Bianca sta per assaltare il castello del conte Francino, memore di Bianca decide di andare ad avvertire i suoi abitanti. Quando vi arriva il maniero è già in fiamme; riesce a trovare Bianca, ormai rassegnata al volgersi degli eventi, e ad uscire dal castello con lei, ma la fanciulla viene colpita da una freccia che la ferisce gravemente. Gli uomini dell'Acuto, che hanno spento il conte, ora cercano la figlia, ma Efrem e Rospo riesono a sottrarla a loro finché non esala l'ultimo respiro.
Efrem si presenta quindi davanti al campo di Giovanni Acuto, portando il cadavere di Bianca. Il giovane pianta un bastone con sopra un berretto, a significare che intende arruolare soldati per una compagnia. Nel disappunto generale, diversi uomini della Rosa Bianca (tutti italiani) passano con Efrem. L'Acuto gli manda a dire che salverà la vita a lui e agli altri se vorranno rientrare nei ranghi, ma Efrem rifiuta. Sembra inevitabile che si giunga ad uno scontro, ma alla fine il condottiero inglese desiste e ordina di ritirarsi, spiegando ad un suo fido che Efrem gli ha sempre ispirato benevolenza e timore perché gli ricordava com'era lui da giovane.
Efrem adotta per la compagnia uno stendardo che raffigura un agnello tagliato in due, come quello ridottogli così anni prima da ser Jacob, e si mette in marcia con i suoi uomini, ripromettendosi di restare sempre fedele ai propri principi.

## Edizioni
- Mino Milani, Le nuove avventure di Efrem, collana Tascabili per la scuola. Sezione romanzi e racconti, note e materiale didattico di Pietro Cabrini, n. 18, Milano, Mursia, 1983.
- Mino Milani, Efrem il cavaliere, collana Genere narrativa. Storia, Brescia, La Scuola, 2000, ISBN 88-350-9781-9.
- Mino Milani, Efrem il cavaliere, a cura di Gabriella D'Anna, collana Il multilibro di narrativa, Brescia, La Scuola, 2002, ISBN 88-350-1247-3.